# Hylocichla
Hylocichla is een geslacht van vogels uit de familie van de lijsters (Turdidae). De wetenschappelijke naam van het geslacht is voor het eerst geldig gepubliceerd in 1864 door Baird.

## Soorten
De volgende soort is bij het geslacht ingedeeld:
- Hylocichla mustelina – Amerikaanse boslijster